# Place Mélina-Mercouri
La place Melina-Mercouri est une voie située dans le 20e arrondissement de Paris.

## Situation et accès
La place commence rue de Fontarabie et se termine rue Frantz-Fanon, un passage menant vers la rue des Orteaux.
Elle possède également un accès au nouvel écoquartier de Fréquel-Fontarabie, par un square, le jardin de Vitaly.
La place est desservie à proximité par la ligne 2 à la station Alexandre Dumas et par la ligne 9 aux stations Maraîchers et Buzenval.

## Origine du nom
La voie porte de le nom de l'artiste et femme politique grecque Melína Mercoúri (1920-1994).

## Historique
Comme le passage Hypatie-d'Alexandrie, la rue Frantz-Fanon et le jardin de Vitaly, ce passage est créé lors de l'aménagement de l'écoquartier Fréquel-Fontarabie. Le nom de la voie est donné officiellement en 2017.

## Bâtiments remarquables et lieux de mémoire
- Le jardin de Vitaly[3].
- Le centre de PMI Melina Mercouri (Protection maternelle et Infantile)